# Kanton Évreux-Nord
Kanton Évreux-Nord (fr. Canton de Évreux-Nord) je francouzský kanton v departementu Eure v regionu Horní Normandie. Skládá se z 25 obcí.

## Obce kantonu
- Aviron
- Bacquepuis
- Bernienville
- Le Boulay-Morin
- Brosville
- La Chapelle-du-Bois-des-Faulx
- Dardez
- Émalleville
- Évreux (severní část)
- Gauville-la-Campagne
- Graveron-Sémerville
- Gravigny
- Irreville
- Le Mesnil-Fuguet
- Normanville
- Parville
- Quittebeuf
- Reuilly
- Sacquenville
- Sainte-Colombe-la-Commanderie
- Saint-Germain-des-Angles
- Saint-Martin-la-Campagne
- Le Tilleul-Lambert
- Tournedos-Bois-Hubert
- Tourneville